# كوارونا
كوارونا هي بلدية في مقاطعة فرشيلي التابعة لإقليم بييمونتي الإيطالي، تقع على بعد حوالي 90 كيلومتر (56 ميل) إلى الشمال الشرقي من مدينة تورينو وحوالي 50 كيلومتر (31 ميل) إلى الشمال من فيرتشيلي، على طول نهر سيسيا.

## السكان
في سنة 1861 بلغ عدد السكان 1٬251 نسمة، وتطور العدد ليصل في سنة 2011 لـ 4٬246 نسمة.
يظهر هذا المخطط البياني تطور النمو السكاني لـ كوارونا

## وصلات خارجية
- الموقع الرسمي